# Leptogaster bicolor
Leptogaster bicolor là một loài ruồi trong họ Asilidae. Leptogaster bicolor được Macquart miêu tả năm 1848. Loài này phân bố ở vùng Tân nhiệt đới.